# Roger Morris (Autor)
Roger Morris (* 10. Februar 1960 in Manchester) ist ein britischer Schriftsteller.
Roger Morris war Dozent für Klassische Philologie an der University of Cambridge, ehe er sich der Schriftstellerei zuwandte. Seine Kurzgeschichten erschienen in verschiedenen Zeitschriften und Sammlungen. Eine seiner Kurzgeschichten, The Devil's Drum aus der Sammlung Darkness Rising, wurde vom Komponisten Edward Dudley Hughes zu einer Oper verarbeitet, die 1998 ihre Uraufführung feierte.

## Werke (Auswahl)
- 1996 Darkness Rising
- 2006 Taking Comfort
- 2007 A Gentle Axe